# Mezzogiorno sulle Alpi (Segantini)
Mezzogiorno sulle Alpi è un dipinto a olio su tela eseguito da Giovanni Segantini nel 1891 e custodito presso il Museo Segantini a St.Moritz.

## Descrizione
Il dipinto è luminoso ed è costruito su una solida struttura geometrica. La figura della pastora sulla sinistra, posizionata sull'asse verticale, divide la tela in due parti, di cui una pari a ½ e l'altra pari a ⅔ dell'intero. Inoltre la mediana orizzontale divide la figura in modo tale che la fascia superiore comprende il busto e quella inferiore il corpo dalla vita in giù, mentre è il braccio sinistro piegato della donna suggerisce l'esatta posizione della mediana. Tale geometria consente di ottenere immediatamente un chiaro e sicuro equilibrio compositivo. La donna è ritratta quasi in primo piano, in posizione eretta mentre si sistema il cappello di paglia che la protegge dai raggi solari. Alla sua sinistra vi sono delle pecore al pascolo; in lontananza (a destra e a sinistra) si scorgono alcune costruzioni in pietra.
Il quadro testimonia un interesse per la vita dei pastori e dei contadini e per i valori della natura. La luce divisionista, caratterizzata da filamenti o piccoli tratti di colore puro accostato, è connotata da un valore simbolico e mistico ed è priva dell'astrazione geometrica dei Puntinisti francesi, da cui si differenzia anche per i soggetti rappresentanti, che sono campestri piuttosto che urbani. La sua pittura infatti sarà contraddistinta proprio dagli effetti luministici, spesso spettacolari e realizzati en plein air.